# Episodi di Naruto: Shippuden (settima stagione)
La Saga dell’Esacoda in azione (六尾発動の章?, Rokubi hatsudō no shō) costituisce la settima stagione della serie televisiva anime Naruto: Shippuden ed è composta dagli episodi che vanno dal 144 al 151. La regia è di Hayato Date ed è prodotta da TV Tokyo e Studio Pierrot. Gli episodi, anche se ispirati alla seconda parte del manga di Masashi Kishimoto Naruto, non sono adattati direttamente da esso, ma costituiscono una saga originale. La trama di questa stagione è incentrata sulla figura di Utakata, la forza portante della Lumaca a Sei Code.
La settima stagione è andata in onda in Giappone dal 21 gennaio all'11 marzo 2010 su TV Tokyo. In Italia è stata trasmessa dal 13 al 20 marzo 2011 sul canale a pagamento Hiro. In chiaro è stata trasmessa su Italia 1 dal 21 luglio all'11 agosto 2012. È stata ritrasmessa integralmente dal 26 febbraio al 3 marzo 2015 su Italia 2.
La stagione adotta la sigla di apertura Sign dei FLOW e la sigla di chiusura For You degli Azu.

## Lista episodi
| Nº  | Titolo italiano Giapponese 「Kanji」 - Rōmaji | In onda          | In onda       |
| Nº  | Titolo italiano Giapponese 「Kanji」 - Rōmaji | Giapponese       | Italiano      |
| 144 | Il vagabondo 「風来坊」 - Fūraibō | 21 gennaio 2010  | 13 marzo 2011 |
| 144 | Su una scogliera, un giovane, una ragazza ed il suo servo vengono attaccati da un gruppo di quattro ninja. Il servo manda un messaggio di aiuto al Villaggio della Foglia e si ferma per combattere con gli assalitori mentre i due giovani, Hotaru ed Utakata, fuggono. Intanto, al villaggio, Tsunade racconta a Shizune di un clan chiamato Tsuchigumo e di un anziano di nome En no Gyoja che ha sviluppato una tecnica proibita della quale è essenziale prevenire il furto. Nel frattempo, Yamato ed il Team 7 arrivano per assistere Hotaru ed Utakata, il quale se ne va immediatamente fluttuando via in una bolla. |                  |               |
| 145 | L'erede della tecnica proibita 「禁術の継承者」 - Kinjutsu no keishōsha | 27 gennaio 2010  | 14 marzo 2011 |
| 145 | I ninja banditi si incontrano con il loro capo e discutono della tecnica proibita. Mentre i membri del Team 7 convincono Hotaru a rimanere con le sue guardie del corpo, Utakata si addormenta e riporta alla mente il suo passato insieme ad Hotaru ed al suo maestro. Utakata, una volta svegliatosi, incontra i ninja banditi e si batte con loro fino a che non cade vittima della loro barriera che, dopo averlo imprigionato, esplode. Dopo che il Team 7 ha lasciato Hotaru al villaggio, Naruto, insospettito dall'atteggiamento degli abitanti verso la ragazza, decide di tornare indietro. |                  |               |
| 146 | Il desiderio dell'erede 「継承者の想い」 - Keishōsha no omoi | 4 febbraio 2010  | 15 marzo 2011 |
| 146 | Lo zio di Hotaru le mostra la sua stanza dove la giovane viene aggredita dai banditi. Grazie ad un diversivo, la ragazza fugge nella foresta. I malfattori, liberatisi, la raggiungono, ma Utakata arriva a salvarla. Mentre il capo dei banditi mostra ai suoi sottoposti la taglia da 50 milioni di ryo su Utakata, questo, assieme ad Hotaru, arriva presso un luogo segreto dove la ragazza gli mostra un segno sul suo corpo. Improvvisamente, dei ninja inseguitori attaccano Utakata e rapiscono Hotaru dicendole che il ragazzo ha ucciso il suo maestro. Intanto, Naruto, Yamato e Sai arrivano sul posto. |                  |               |
| 147 | Il passato del traditore 「抜け忍の過去」 - Nukenin no kako | 11 febbraio 2010 | 16 marzo 2011 |
| 147 | I ninja del Villaggio della Nebbia e Yamato discutono accennando al fatto che Utakata è una forza portante. Viene deciso che Utakata sarà scortato dai ninja della Foglia fino alla conclusione della loro missione, dopo di che verrà riportato al loro villaggio dai ninja della Nebbia. Viene rivelata la verità circa la morte del maestro di Utakata, rimasto accidentalmente ucciso durante un tentativo di separare il cercoterio dal ragazzo. Intanto, a seguito di una ferita, Naruto viene a sapere che il segno sul corpo di Hotaru racchiude il segreto della tecnica proibita. |                  |               |
| 148 | L'erede dell'oscurità 「闇の継承者」 - Yami no keishōsha | 18 febbraio 2010 | 17 marzo 2011 |
| 148 | Sul monte Katsurugi, il capo dei banditi ascolta di nascosto una conversazione fra Tonbei, Hotaru, Utakata ed il Team 7. Tonbei, per proteggere Hotaru, propone di rimuovere la formula della tecnica proibita dal suo corpo. La ragazza suggerisce di cercare Shiranami, un componente del clan che sa utilizzare la tecnica, e Naruto parte alla ricerca dell'uomo che si rivela essere lo stesso capo dei banditi. Intanto, Utakata si reca da Tsurugi per parlargli del suo vecchio maestro, ma, prima che lo possa raggiungere, questi viene attaccato da una bestia che, però, ha un aspetto familiare. |                  |               |
| 149 | Separazione 「別離」 - Betsuri | 25 febbraio 2010 | 18 marzo 2011 |
| 149 | Naruto arriva alla capanna di Shiranami e viene catturato dai banditi. Il ragazzo fugge utilizzando il chakra della Volpe, ma viene di nuovo catturato. Utakata arriva sul posto e costringe i banditi alla fuga usando il chakra del Seicode. Intanto, Hotaru incontra Shiranami che le rivela di essere il capo dei banditi e la porta al villaggio degli Tsuchigumo per liberare il sigillo della tecnica proibita. Naruto ed Utakata seguono le tracce di Shiranami ed Hotaru fino al villaggio, ma lì vengono attaccati dagli abitanti soggiogati e dai banditi. Il Team 7, arrivato sul posto, consente alle due forze portanti di raggiungere Shiranami che, nel frattempo, si sta preparando a rilasciare il sigillo sulla tecnica. |                  |               |
| 150 | L'attivazione della tecnica proibita 「禁術発動」 - Kinjutsu hatsudō | 4 marzo 2010     | 19 marzo 2011 |
| 150 | Shiranami, dopo avere imprigionato Hotaru con una tecnica di costrizione, le dice che lei non è altro che uno strumento per raccogliere chakra naturale in modo da rilasciare la tecnica proibita. Utakata e Naruto, arrivati sul posto, rimangono vittime a loro volta della tecnica di costrizione di Shiranami. Mentre il Team 7 incontra difficoltà nell'affrontare i banditi e gli abitanti del villaggio, le due forze portanti si liberano e Shiranami, avendo raccolto il chakra sufficiente, rilascia la tecnica proibita. |                  |               |
| 151 | Il maestro e l'allievo 「師弟」 - Shitei | 11 marzo 2010    | 20 marzo 2011 |
| 151 | Hotaru si dispera pensando di avere ucciso, con la tecnica proibita, Naruto ed Utakata, tuttavia, i due sono ancora vivi. Mentre il Team 7 si libera dei suoi avversari, il corpo di Hotaru comincia a strabordare di chakra naturale. Shiranami cerca di fuggire, ma viene sconfitto dal Rasengan di Naruto. Il cercoterio di Utakata assorbe il chakra e neutralizza la tecnica proibita facendone sparire il sigillo dal corpo della ragazza. Il Team 7 si congeda da Hotaru ed Utakata che riprendono i loro viaggi. La forza portante del Seicode incontra Pain che lo sconfigge e, con le sue ultime forze, dice ad Hotaru di andare avanti con la sua vita.                                                                          |                  |               |

## DVD

### Giappone
Gli episodi della settima stagione di Naruto: Shippuden sono stati distribuiti in Giappone anche tramite DVD, quattro per disco, da agosto a settembre 2010.
| N° | Data              | Dischi | Episodi | Extra |
| -- | ----------------- | ------ | ------- | ----- |
| 1  | 4 agosto 2010     | 1      | 144-147 | /     |
| 2  | 1º settembre 2010 | 1      | 148-151 | /     |